# NGC 3014
NGC 3014 é uma galáxia espiral (Sbc) localizada na direcção da constelação de Sextans. Possui uma declinação de -04° 44' 34" e uma ascensão recta de 9 horas, 49 minutos e 07,8 segundos.
A galáxia NGC 3014 foi descoberta em 19 de Fevereiro de 1830 por John Herschel.